# جبرة صمغية
الجبرة الصمغية (باللاتينية: Holosteum umbellatum subsp. glutinosum) أو (باللاتينية: Holosteum glutinosum) ضرب نباتي يتبع نوع الجبرة الخيمية من جنس الجبرة من الفصيلة القرنفلية.

## الموئل والانتشار
تنتشر في بلاد الشام من سيناء إلى أقصى شمال شرق سوريا (في جبل عبد العزيز). وفي تركيا والقوقاز والبلقان وأوكرانيا والنمسا.